# Giacomo Filippo III Durazzo
Giacomo Filippo Durazzo III (Génova, 1719 – 1812) fue la cabeza de una próspera familia del siglo XVIII en Génova, Italia, y un notable naturalista y bibliófilo.  Fue instrumental en la organización de las colecciones de Historia natural de la Universidad de Génova y en el Museo Cívico de Historia Natural. También fue coleccionista de arte
Durazzo era hijo del marqués Marcello Durazzo (1703–1787) y de Clelia Durazzo (1709–1782), y tuvieron entre sus descendientes a Clelia Durazzo Grimaldi y a Ignazio Alessandro Pallavicini, ambos también naturalistas de fuste. Y hermano del también destacado botánico Ippolito Durazzo.
En el curso de 30 años, Durazzo colectó más de 4.000 libros, como así también muchos especímenes de minerales, fósiles, conchas, instrumentos de físicos y aparatos eléctricos, etc.  En los 1780s Durazzo estableció un gabinete de filosofía experimental y de historia natural y un laboratorio en su villa privada de Cornigliano.  Sus colecciones fueron documentadas por el botánico inglés James Edward Smith en 1787, pero lamentablemente, luego de su deceso, no se preservaron.